# Yushania suijiangensis
Yushania suijiangensis är en gräsart som beskrevs av Tong Pei Yi. Yushania suijiangensis ingår i släktet yushanior, och familjen gräs. Inga underarter finns listade i Catalogue of Life.